# Équipe d'Algérie de football en 1987
L'équipe d'Algérie de football participe lors de cette année aux Qualifications pour la Coupe d'Afrique des nations 1988. L'équipe d'Algérie est entraînée par Guennadi Rogov.

## Les matchs
| Date             | Stade, Ville, Pays                                 | Adversaire   | Score | Comp | Buteurs algériens                                                          |
| 11 janvier 1987  | Tunis, Tunisie                                     | Tunisie      | 0 - 2 | QJA  | Belloumi 18e, Menad 87e                                                    |
| 16 février 1987  | Koweït City, Koweït                                | Koweït       | 2 - 0 | A    |                                                                            |
| 27 mars 1987     | Stade du 5 Juillet 1962 Alger, Algérie             | Tunisie      | 1 - 0 | QCAN | Madjer 19e (pen.)                                                          |
| 12 avril 1987    | Stade olympique d'El Menzah Tunis, Tunisie         | Tunisie      | 1 - 1 | QCAN | Menad 38e                                                                  |
| 28 juin 1987     | Khartoum, Soudan                                   | Soudan       | 1 - 1 | QCAN | Boukar 70e                                                                 |
| 10 juillet 1987  | Stade du 19-Mai-1956 Annaba, Algérie               | Soudan       | 3 - 1 | QCAN | Menad 85e 119e, Sandjak 97e                                                |
| 3 août 1987      | Stadion Utama Gelora Bung Karno Jakarta, Indonesia | Indonésie    | 2-1   | A    | Mohamed Benabou 38e Amar Kabrane 48e                                       |
| 4 août 1987      | Stadion Utama Gelora Bung Karno Jakarta, Indonesia | Indonésie    | 2-1   | A    | Mohamed Benabou 76e                                                        |
| 6 août 1987      | Stadion Utama Gelora Bung Karno Jakarta, Indonesia | Thaïlande    | 7-0   | A    | Noureddine Neggazi 18e 19e 29e 30e Bachir Mecheri 54e 85e Amar Kabrane 75e |
| 7 août 1987      | Stadion Utama Gelora Bung Karno Jakarta, Indonesia | Corée du Sud | 2-0   | A    | Mohamed Alwi 43e Noureddine Neggazi 68e                                    |
| 9 août 1987      | Stadion Utama Gelora Bung Karno Jakarta, Indonesia | Indonésie    | 1-2   | A    | Amar Kabrane 89e                                                           |
| 11 décembre 1987 | Stade du 5 Juillet 1962 Alger, Algérie             | Tunisie      | 0 - 0 | Q CA | -                                                                          |
| 15 décembre 1987 | Stade du 5 Juillet 1962 Alger, Algérie             | Mauritanie   | 3 - 0 | Q CA | Boukar 44e, Djahmoun 52e, Dahmani 85e                                      |

Légende: A : Match amical  / QCAN : Qualifications à la Coupe d'Afrique des nations de football 1988

### Bilan
| Rang | Équipe  | Pts | J | G | N | P | Bp | Bc | Diff |
| ---- | ------- | --- | - | - | - | - | -- | -- | ---- |
| #    | Algérie | 11  | 8 | 4 | 3 | 1 | 11 | 5  | +6   |